# 蒂姆·克鲁克斯
蒂姆·克鲁克斯（英語：Tim Crooks，1949年5月12日—），英国男子赛艇运动员。他曾代表英国参加1972年和1976年夏季奥林匹克运动会赛艇比赛，其中1976年奥运会获得一枚银牌。